# Prospero Alpino
Prospero Alpini (també conegut com a Prosper Alpinus, Prospero Alpinio i Prosper Alpin) (Marostica, 23 de novembre de 1553 - Pàdua, 6 de febrer de 1617), va ser un metge i botànic italià.
Nasqué a Marostica, a la República de Venècia, serví en l'exèrcit de Milà i cap a 1574 estudià medicina a Pàdua on es doctorà el 1578. Exercí la medicina a Campo San Pietro. Com a botànic estudià plantes exòtiques a Egipte mentre era metge del cònsol venecià al Caire, George Emo o Hemi.
Va restar a Egipte tres anys on estudià les palmeres datileres i sembla que va deduir la sexualitat de les plantes, hi ha palmeres mascles i palmeres femella (són dioiques) concepte que va desenvolupar més tard la taxonomia de Linnaeus.
A Itàlia va ser metge d'Andreu Doria, i el 1593 va ser escollit professor de botànica de Pàdua on morí. Va ser substituït pel seu fill Alpino Alpini (d. 1637).
La seva obra més coneguda és De Plantis Aegypti liber (Venècia, 1592). En el seu llibre De Medicina Egyptiorum, 1591 es diu que hi ha la primera descripció europea de la planta del cafè. En la mateixa obra introdueix la banana i el baobab pels europeus.
El gènere Alpinia, pertanyent a la família Zingiberaceae rep aquest nom en honor seu per part de Linnaeus.
Abreujatura com a botànic: Alpino

## Galeria

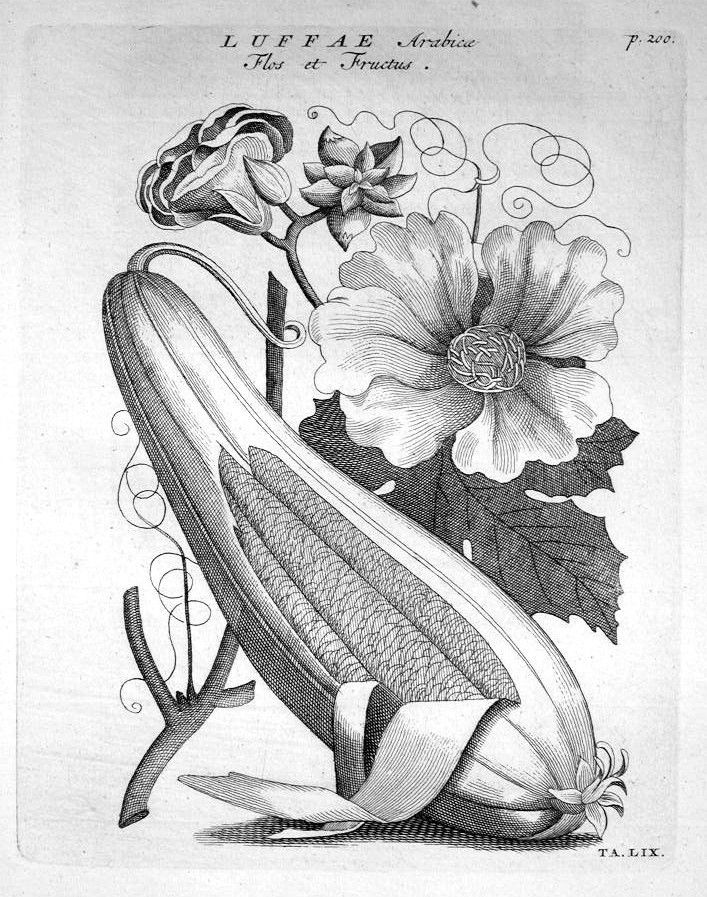
Luffa aegyptiaca Mill. from Historiae aegypti naturalis
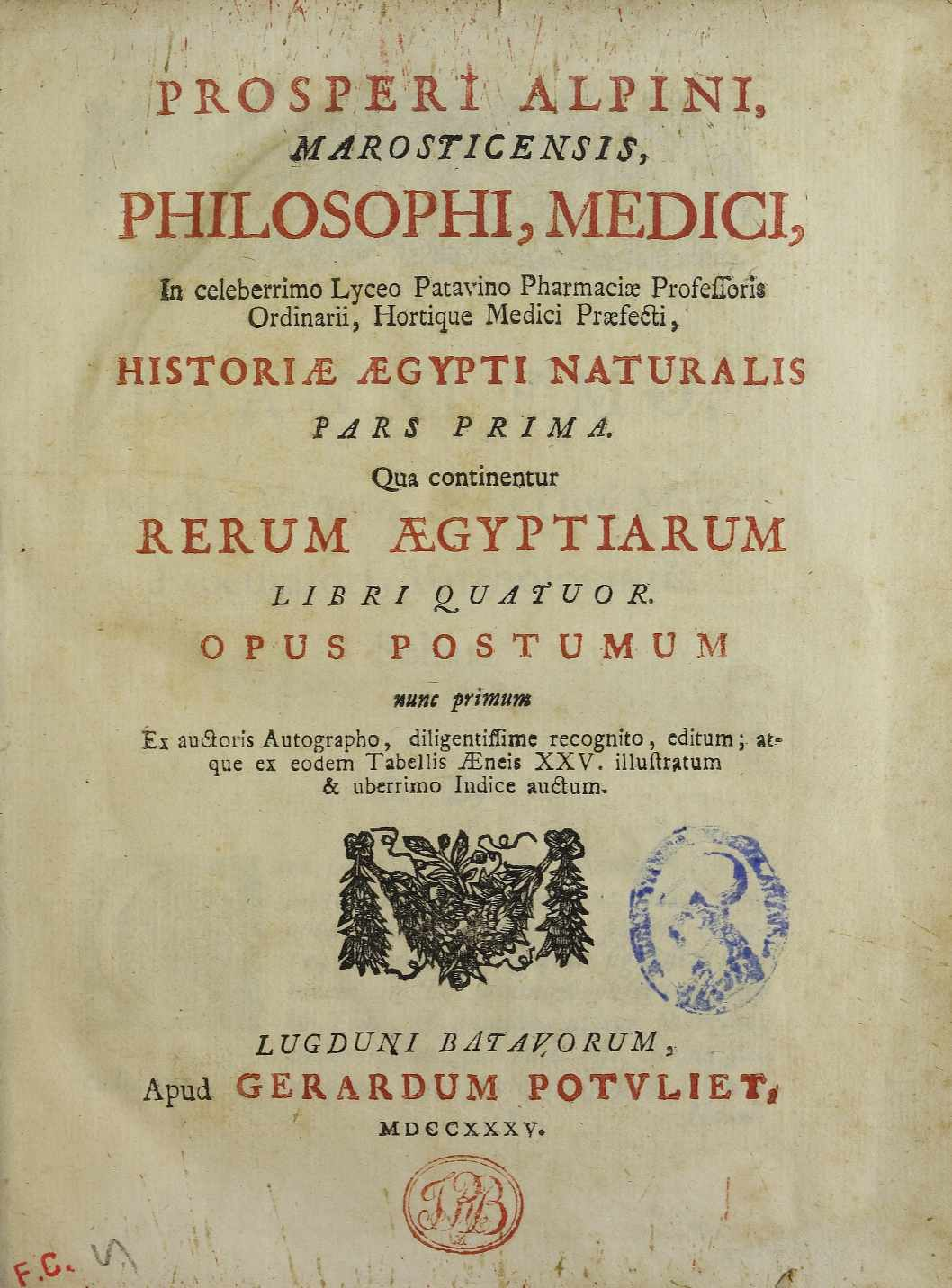
Historia Aegypti naturalis, 1735